# ديفيد بالمر (لاعب كرة قاعدة)
ديفيد بالمر (بالإنجليزية: David Palmer)‏ هو لاعب كرة قاعدة أمريكي، ولد في 19 أكتوبر 1957 في غلينز فولز في الولايات المتحدة.